# Friedrich Christian Rosenthal

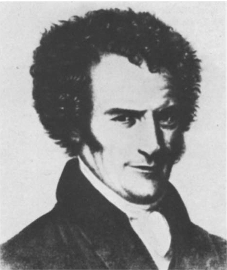
Friedrich Christian Rosenthal

Friedrich Christian Rosenthal (ur. 3 czerwca 1780 w Greifswaldzie, zm. 5 grudnia 1829 tamże) – niemiecki anatom. 
Studiował medycynę najpierw na Uniwersytecie w Greifswaldzie, potem na Uniwersytecie w Jenie, następnie praktykował w Greifswaldzie (od 1804) i Berlinie (od 1810). W 1820 roku powrócił do Greifswaldu, gdzie wykładał fizjologię i anatomię. Zmarł na gruźlicę 5 grudnia 1829 roku.
Opisał szczegółowo narząd zmysłu węchu u człowieka. Na jego cześć nazwano opisany przez niego kanał spiralny ślimaka (kanał Rosenthala) i żyłę podstawną mózgu (vena basalis cerebri) – żyłę Rosenthala.

## Wybrane prace
- De organo olfactus quorundam animalium 1802
- Disquisitio anatomica de organo olfactus quorundam animalium 1807
- Ueber den Bau der Spindel im menschlichen Ohr 1823
- De intimis cerebri venis 1824